# Scopula cretaria
Scopula cretaria là một loài bướm đêm trong họ Geometridae.